# Grindwal długopłetwy
Grindwal długopłetwy, grindwal (Globicephala melas) – gatunek ssaka z rodziny delfinowatych (Delphinidae). Mimo iż jest obiektem corocznych polowań, wydaje się, że nie jest bezpośrednio zagrożony wyginięciem.

## Systematyka

### Taksonomia
Najbliższym krewnym grindwala długopłetwego jest zaliczany do tego samego rodzaju grindwal krótkopłetwy. Grindwal został opisany w 1809 przez Thomasa Stewarta Trailla jako Delfinus melas. W 1828 nazwany został rodzaj Globicephala. Grindwal został włączony do tego rodzaju jako Globicephala melaena, jednak zgodnie z zasadą pierwszeństwa w taksonomii przemianowano go na Globicephala melas. Grindwal jest powszechnie traktowany jako jeden gatunek, chociaż istnieją dowody, iż takson ten może składać się z co najmniej dwóch gatunków.

### Podgatunki
Wyróżniono dwa podgatunki G. melas:
- G. melas edwardii – grindwal południowy
- G. melas melas – grindwal długopłetwy

## Nazewnictwo zwyczajowe
W polskiej literaturze zoologicznej gatunek Globicephala melas był oznaczany nazwą „grindwal”. W wydanej w 2015 roku przez Muzeum i Instytut Zoologii Polskiej Akademii Nauk publikacji „Polskie nazewnictwo ssaków świata” gatunkowi nadano nazwę „grindwal długopłetwy”, rezerwując nazwę „grindwal” dla rodzaju tych waleni.

## Morfologia

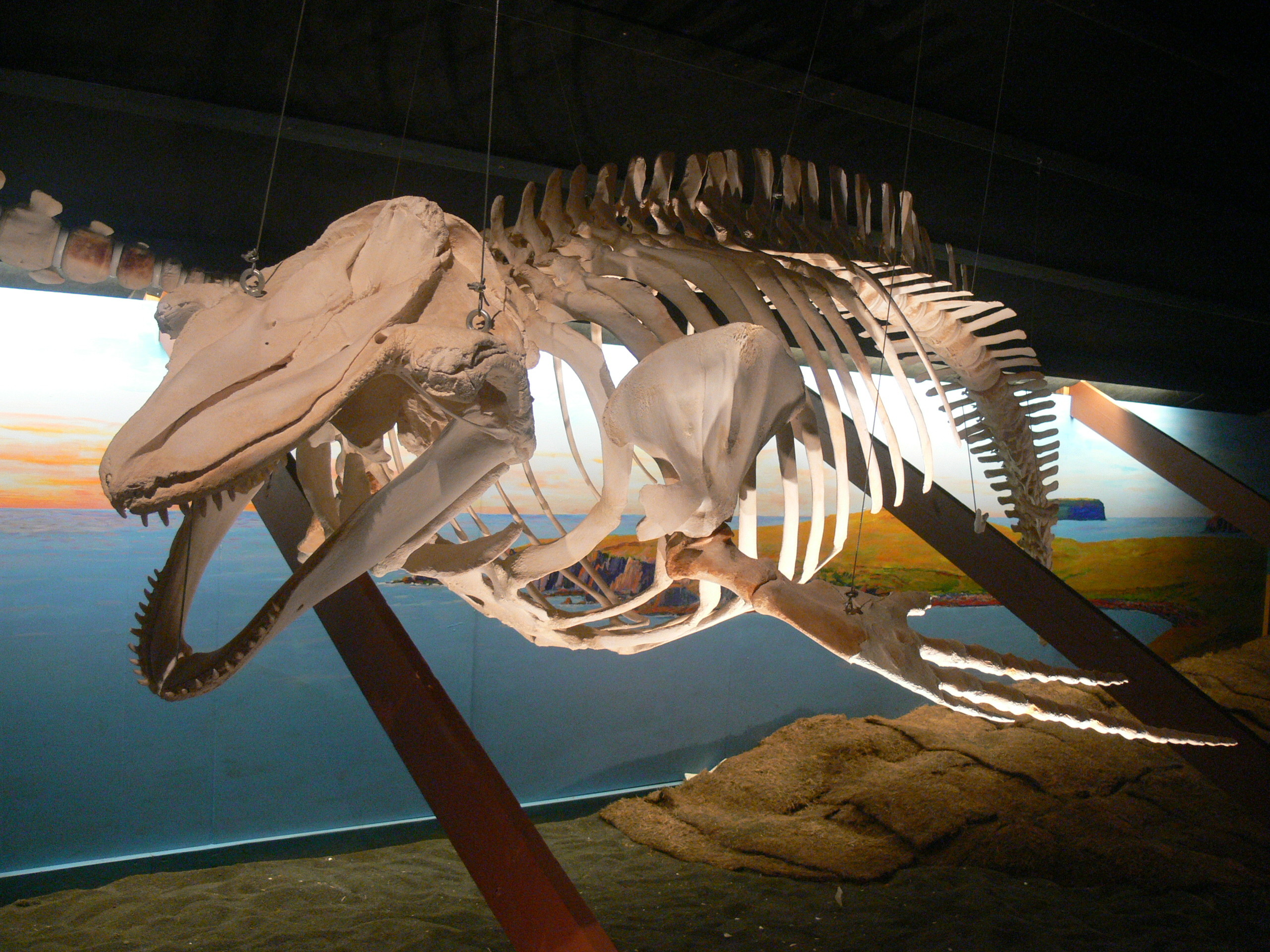
Muzeum wielorybów w Húsavík,szkielet girndwala długopłetwego

Jeden z największych przedstawicieli rodziny delfinowatych, niemal dorównujący rozmiarami orce (Orcinus orca) – samce osiągają długość 5,5–8,5 m i ważą 3–3,5 t, zaś samice odpowiednio 4–6 m i 1,8–2,5 t. Ubarwienie od metalicznie szarego po czarne. Głowa krótka, z wyraźną poduszką tłuszczową i bardzo krótkim dziobem. Grindwale mają stosunkowo długie płetwy.

## Etologia

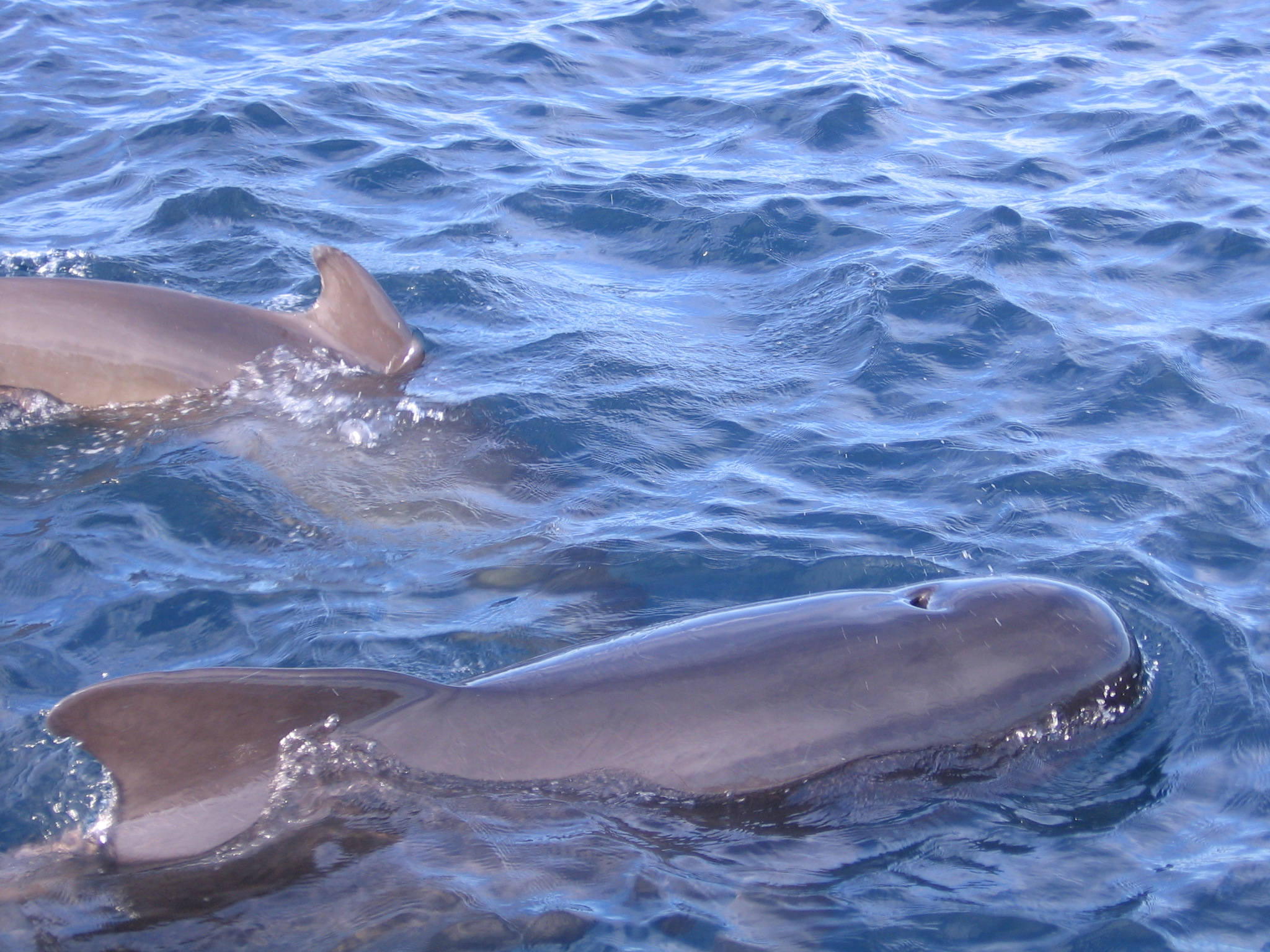
Dwa grindwale długopłetwe

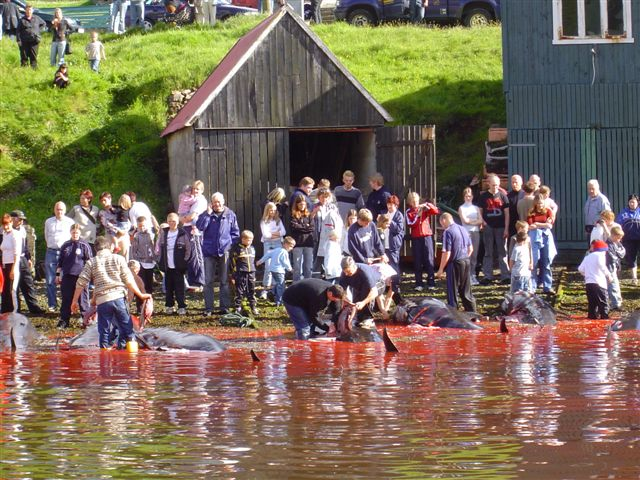
Zabijanie grindwali (2005)

Grindwale długopłetwe są zwierzętami towarzyskimi – często pływają w grupach składających się z setek osobników. Są bardzo aktywne i energiczne i często wystawiają głowę ponad taflę wody oraz uderzają o nią ogonem. U młodych osobników powszechnym zachowaniem jest wyskakiwanie ponad powierzchnię wody, jednak zanika ono wraz z wiekiem. W poszukiwaniu niewielkich ryb lub kałamarnic, którymi się żywią, są w stanie przebywać pod wodą przez niemal dziesięć minut i nurkować na głębokość 600 m, jednak zwykle nie schodzą poniżej 60 m – latem i jesienią, podążając za zdobyczą, zapuszczają się na wody przybrzeżne i szelfy kontynentalne. Występują przeważnie w wodach o temperaturze od 0 do 25 °C.

## Grindwal a człowiek
Na Wyspach Owczych kultywowana wciąż jest tradycja corocznych grindadráp – polowań na grindwale długopłetwe. Najintensywniejsze odbywają się latem, gdy walenie najliczniej pojawiają się w pobliżu brzegu. Myśliwi okrążają zwierzę, ranią dzidami i harpunami i naganiają w stronę brzegu, gdzie jest ono zabijane. Silne więzi społeczne sprawiają, że inni członkowie stada nie opuszczają rannego grindwala, lecz płyną za nim i często również giną. Corocznie zabijanych jest w ten sposób 400–1000 grindwali. Obecnie polowania te nie mają uzasadnienia ekonomicznego, są jedynie elementem tradycji.
Ogólna liczebność grindwali jest oceniana na około 230 000 osobników, tendencja rozwojowa ich populacji nie jest znana.